# Olivier Carré (sociologo)
Olivier Carré (...) è un sociologo, scrittore e politologo francese, specialista del mondo arabo..
È ricercatore presso il Centre d'études et de recherches internationales (CÉRI).
S'interessa particolarmente di nazionalismo arabo e di fondamentalismo islamico.

## Opere
- Mystique et politique: le Coran des islamistes. Commentaire coranique de Sayyid Qutb (1906–1966), 2004
- Le Nationalisme arabe, nuova ed., 2004
- Les Frères musulmans: 1928-1982, 2001
- L'Islam laïque ou Le retour à la Grande Tradition, 1993 (trad. it. L'Islam laico, Bologna, Il mulino, 1997)
- L'Orient arabe aujourd'hui, 1991
- L'Utopie islamique dans l'Orient arabe, 1991
- Quelques mots-clefs de Muhammad Husayn Fadlallâh, 1987
- Radicalismes islamiques, con la collaborazione di Paul Dumont, 1985
- Mystique et politique. Lecture révolutionnaire du Coran par Sayyid Qutb, frère musulman radical, 1984
- L'Islam et l'État dans le monde d'aujourd'hui, (a cura di), 1982
- Septembre noir: refus arabe de la résistance palestinienne (1970), 1980
- La Légitimation islamique des socialismes arabes. Analyse conceptuelle combinatoire de manuels scolaires égyptiens, syriens et irakiens, 1979
- Le Mouvement ouvrier palestinien, 1977
- Proche Orient: entre la guerre et la paix, 1974